# هیرویوکی یوشیدا
هیرویوکی یوشیدا (انگلیسی: Hiroyuki Yoshida؛ زادهٔ ۲۵ نوامبر ۱۹۶۹) بازیکن فوتبال اهل ژاپن است.
از باشگاه‌هایی که او در آن بازی کرده‌، می‌توان به باشگاه فوتبال آویسپا فوکوئوکا، باشگاه فوتبال جوبیلو ایواتا و باشگاه فوتبال کونسادول ساپورو اشاره کرد.